# 4085 Вейр
4085 Вейр (4085 Weir) — астероїд головного поясу, відкритий 13 травня 1985 року.
Тіссеранів параметр щодо Юпітера — 3,361.